# Hernán Medina Calderón
Hernán Medina Calderón (Yarumal, Antioquia, 29 de agosto de 1937-) es un ciclista de ruta colombiano que compitió durante las décadas de 1950 y 1960, recordado por ganar una versión de la Vuelta a Colombia 1960.
Con solo veinte años de edad realizó su primera participación en la Vuelta a Colombia 1957, la cual pudo haber ganado de no ser por el retiro de su equipo siendo líder de la competencia con una holgada ventaja sobre los demás pedalistas. Pero la revancha le llegó para la versión de 1960 en la cual se impuso sobre Roberto Pajarito Buitrago después de haber sido subcampeón en las dos ediciones anteriores (1958 y 1959), e inmediatamente posterior a 1960 participó por quinta y última vez siendo subcampeón 1961.
Después de abandonar el ciclismo a una corta edad, obtuvo el título de ingeniero mecánico en 1964 en  la Universidad Pontificia Bolivariana.

## Palmarés
- Campeonato de Colombia de Ciclismo en Ruta
  - Campeón Nacional de Ruta en 1957

- Vuelta a Colombia
  - 1.º en la clasificación general en 1960.
  - 3 subidas al podio (2.º en 1958, 1959 y en 1961).
  - 9 victorias de etapa en 1957 (1), 1958 (3), 1959 (3), 1960 (1) y 1961 (1).[4]

- Clásico RCN
  - 3.º en la clasificación general en 1961
  - 1 victoria de etapa en 1961[5]

- Vuelta a Guatemala
  - 1.º en la clasificación general en 1958.

## Resultados en campeonatos

### Juegos Olímpicos
Competencia de ruta
1 participación.
- 1960 : 28.º en la clasificación final.[6]

100 km por equipos
1 participación.
- 1960 : 16.º en la clasificación final[7]